# Bost, Allier
Bost är en kommun i departementet Allier i regionen Auvergne-Rhône-Alpes i de centrala delarna av Frankrike. Kommunen ligger  i kantonen Cusset-Nord som ligger i arrondissementet Vichy. År 2022 hade Bost 180 invånare.

## Befolkningsutveckling
Antalet invånare i kommunen Bost
Referens: INSEE